# Budy (Piotrówka)
Budy – część wsi Piotrówka w Polsce położona w województwie podkarpackim, w powiecie krośnieńskim, w gminie Jedlicze.
W latach 1975–1998 Budy administracyjnie należały do województwa krośnieńskiego.